# Vojenský převrat v Guineji 2021
Vojenský převrat v Guineji byl proveden 5. září 2021 skupinou příslušníků speciálních jednotek místní armády pod názvem Národní výbor pro usmíření a rozvoj (Comité national du rassemblement et du développement) pod vedením plukovníka Mamadyho Doumboyi.

## Průběh převratu
Převrat započal v neděli 5. září 2021 okolo 8. hodiny ráno místního času, kdy byla zaznamenána střelba v okolí prezidentského paláce následovaná pokyny povstalců místním obyvatelům, aby nevycházeli ven. Podle povstalců (příslušníků guinejských speciálních jednotek, kterým velel Mamady Doumbouya), byl proveden úspěšný útok na palác, který skončil zajetím úřadujícího prezidenta Alphy Condého. Na důkaz úspěšného provedení akce bylo natočeno video zachycující nezraněného prezidenta obklopeného povstalci. Guinejské ministerstvo obrany tato fakta vzápětí dementovalo s tím, že útok se podařilo úspěšně odrazit, situace tak nějakou dobu zůstávala nepřehledná. Převrat však byl nakonec úspěšný, povstalci 5. září večer oznámili, že mají plnou kontrolu nad hlavním městem Konakry a v noci státní televize Radio Télévision Guinéenne (RTG) odvysílala prohlášení povstaleckých vůdců.
Velitel povstalců Mamady Doumbouya v projevu oznámil zrušení ústavy, rozpuštění všech státních institucí a uzavření státních hranic minimálně na dobu jednoho týdne. Zároveň vyhlásil 18měsíční přechodné období, kdy bude stát řídit Národní výbor pro usmíření a rozvoj.
1. října 2021 složil Mamady Doumbouya prezidentskou přísahu.

## Kontroverze
Nejmenovaný západní diplomat uvedl deníku The Daily Telegraph, že útok byl reakcí na pokus vlády o odstranění vedoucích představitelů armádních speciálních jednotek; primárně Mamadyho Doumbouyi, o jehož zatčení se mluví již od května 2021.

## Reakce

### Domácí
Vůdce opoziční strany Národní fronta na obranu ústavy (Front National pour la Défense de la Constitution, FNDC) Mamoudou Nagnalen Barry v rozhovoru pro BBC řekl, že z převratu má smíšené pocity, ale spíše jej vítá. Podle Barryho by země jinak zůstala vydána na pospas člověku, který chce zůstat u moci navždy. Dodal, že doufá, že vojáci předají moc zpět civilistům.

### Zahraniční
Světoví státnící a představitelé mezinárodních organizací převrat vesměs odsoudili a vyzvali k propuštění prezidenta Condého a k návratu k ústavnímu pořádku. Prohlášení v tomtu smyslu vydali například Ministerstvo zahraničí Spojených států amerických, Ministerstvo zahraničí Ruské federace, Ministerstvo zahraničí Čínské lidové republiky, zástupci Africké unie, Evropské unie i generální tajemník Organizace spojených národů.